# Zamperla

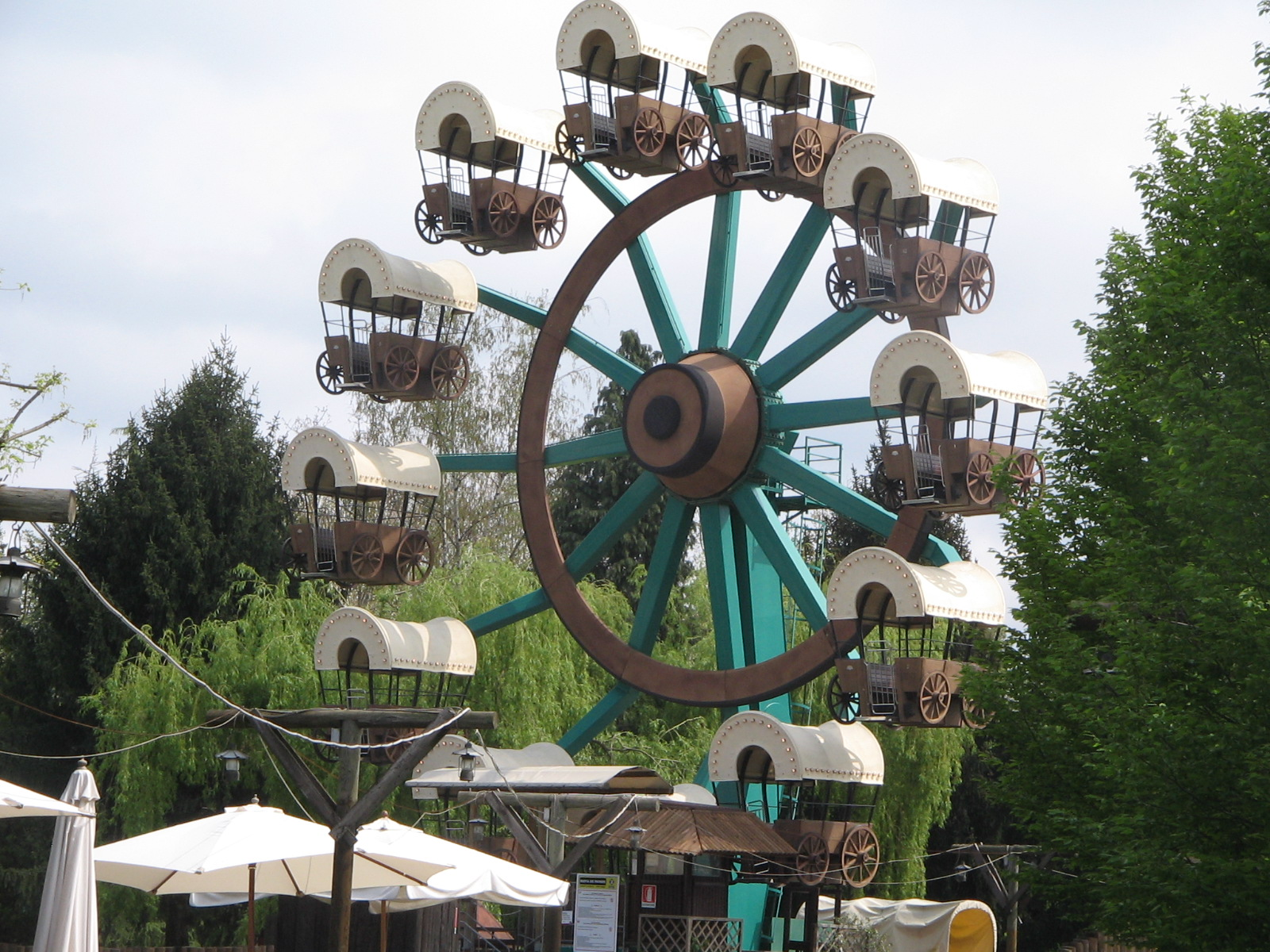
Аттракцион Zamperla

Antonio Zamperla S.P.A. - итальянская компания по производству механических аттракционов с головным офисом в  Альтавилла Вичентина, провинция Виченца, была основана в 1966 году. В 1976 году были открыты несколько филиалов в США.

Компания специализируется на производстве переносных (среди них некоторые популярные модели американских горок) и фундаментных аттракционов, как для парков развлечений, так и для закрытых торговых и развлекательных центров.

## История
История Zamperla начинается с середины девятнадцатого века с цирковой деятельности Анджело Дзамперла - прадедушки Альберто Дзамперла, нынешнего президента компании, и идет до начала двадцатого столетия, когда Альберто (дедушка) начал руководить одним из первых передвижных кинотеатров Италии.
```
 В США компания «Zamperla»  начала осуществлять продажи в 
1970 году
.  Сегодня «Дзамперла Инкорпорейтид» в г. Парсиппани, штат 
Нью-Джерси
, США продает аттракционы и предоставляет необходимые услуги на всей территории Северной Америки.
```

Список клиентов состоит из самых известных имен индустрии развлечений мирового масштаба: 
- Eurodisney в Париже
- Disney World Magi Kingdom во Флориде
- Walt Disney World
- Paramount США (Volare Coaster)
- Six Flags Parks в Европе и США
- Legoland (Великобритания)
- Warner Bross Movie World (Германия)
- ОАО Сочи-Парк (Российская Федерация)

Первым клиентом компании в России стал Большой Московский Цирк в 1994 году. С тех пор аттракционы «Zamperla» появились в ЦПКиО им. Горького, в Сокольниках, в парке «Диво Остров» в Санкт-Петербурге, Ростове-на-Дону, Новосибирске, Красноярске, Сочи, Воронеже , и т.д..
Кроме производства в Италии компания Антонио Дзамперла имеет офисы в России (Москва), Беларуси (Минск), США, ОАЭ, Филиппинах, Китае.